# Berkó Ernő
Berkó Ernő (Szeged, 1955. augusztus 3. –) elektroműszerész, magyar amatőrcsillagász, egy szupernóva és számos kettőscsillag felfedezője, fotográfus.

## Életpályája
Gyermekkorát Gádoroson töltötte, ahol a könyvtárban olvasott csillagászati könyvek megragadták a figyelmét. A szentesi Ipari Szakközépiskola elvégzése után az Orosházi Üveggyárban állt munkába, ahol Csepregi Lajos és Juhász Mihály vezetésével az 1970-es évek második felében már országosan ismert csillagászati szakkör működött. Berkó Ernő is bekapcsolódott a szakkör életébe: kivette részét a Kulin György által vezetett TIT Uránia Csillagvizsgáló részére társadalmi munkában készülő üvegkorongok öntéséből, érdeklődése egyre inkább a csillagászati észlelések felé fordult.
A szakkörben ismerkedett meg későbbi feleségével, Tóth Ágnessel. Házasságuk első évtizede Orosházához kötődik. Berkó Ernő 1987-ben egy szécsényi téesz melléküzemágtól kapott jó állásajánlatot, így a házaspár Ludányhalásziba költözött: ott élnek ma is; egy fiú- és egy lánygyermekük már saját családban él.

## Csillagászati tevékenysége
Berkó Ernő 1973. január 31-étől lett a Csillagászat Baráti Köre tagja, majd annak megszűnte után a Magyar Csillagászati Egyesületbe lépett.

### Műszerei
- 100/400-as Newton távcső Uránia által készített főtükörrel (már nincs használatban),
- 100/800-as Newton távcső Uránia által készített főtükörrel (már nincs használatban),
- 200/1500-as Newton távcső Csatlós Géza által készített főtükörrel,  Dobson szerelésben,
- 355/2100-as Newton távcső Intes főtükörrel: előbb Dobson szerelésben, majd 2000-től G-40-es mechanikán.
- 80/500-as lencsés távcső Zeiss objektívvel, G-10-es mechanikán (már nincs használatban),
- 100/600-as apokromát távcső a korábbi mechanikával.
- AmaKam CCD kamera (már nincs használatban),
- Canon 350D tükörreflexes digitális fényképezőgép különböző objektívekkel.

A műszerek és számítógépek védelmére 2009 februárjában épült meg a családi ház kertjében egy amatőr viszonylatban gyakori, letolható tetejű házikó.

### Fő észlelési területei
Berkó Ernő mint amatőr, minden csillagászati területbe belekóstolt: országos szinten négy területen alkotott és alkot még ma is maradandót.

#### Kettőscsillagok
A kettőscsillagok megfigyelési módszere jól mutatja Berkó Ernő folyamatos fejlődését. Az 1970-es években a Magyarországon Szentmártoni Béla által meghonosított vizuális leíró módszert alkalmazta. 1998 december végétől elsősorban a 355-ös Newtonnal végzett szisztematikus vizuális észleléseket több mint 2700 párról. Amikor a távcsövet 2001-ben Dobson szerelésűről parallaktikus szerelésűre alakította, áttért a kettőscsillagok CCD kamerával történő rögzítésére és kimérésére, paramétereik meghatározására. 2001 és 2003 között 906 rendszer 4729 mérésére került sor: közülük 161 rendszer új felfedezés. A 2007-es év jelentette a következő módszerváltást: a kis égterület rögzítését biztosító CCD kamera helyett egy DSLR fényképezőgép került a 355-ös távcsőre, azóta ezzel folyik a megfigyelő munka.

#### Mélyég észlelések

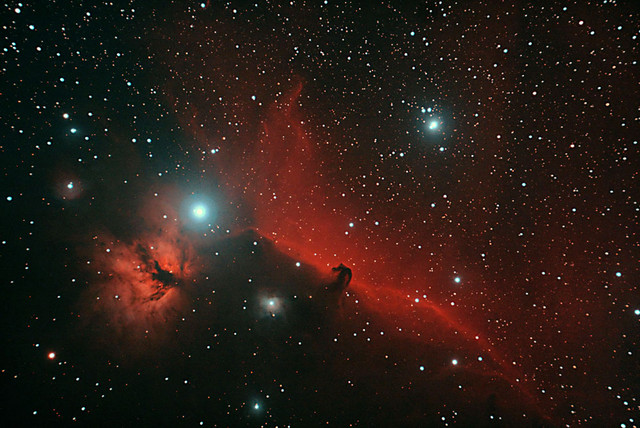
A ζ Ori ködössége a Lófej-köddel

A kezdeti időszak (1970-es évek) mélyég észlelései vizuális, leíró módszerrel történtek. Az ekvatoriális szerelésű apokromát és az AmaKam CCD beszerzése után Berkó Ernő sok felvételt készített extragalaxisokról, de a planetáris ködökről írt és saját képekkel illusztrált cikksorozata is kiemelkedő az amatőrcsillagászat területén.
Az amatőr viszonylatban nagyon sok megfigyelésre fordított idő meghozta gyümölcsét, és az első nemzetközi eredményt is. 1999. április 30-án a 100/600-as refraktorral, az NGC 2841 CCD-s fotózása közben feltűnt egy halvány fénypont a galaxis felületén, amely a későbbiekben az SN 1999by jelzést kapó szupernóva volt: Berkó Ernőt második, független felfedezőjének ismerte el az IAU szakbizottsága.

#### Meteorok

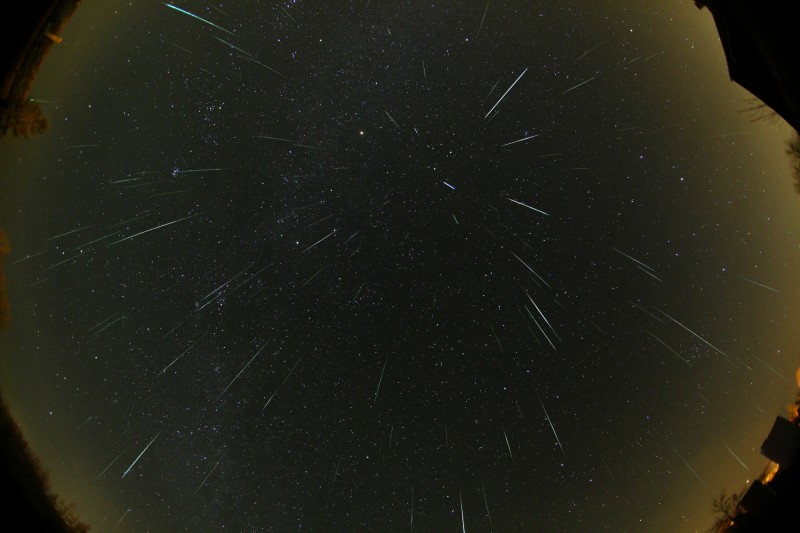
A Geminidák meteorraj maximuma 2007-ben
(NASA APOD)

Berkó Ernő a meteorok iránt megkülönböztetett figyelmet tanúsított az 1980-as évek kezdetétől. Eleinte vizuálisan észlelte és térképekre rajzolta mintegy 2600 hullócsillag nyomvonalát, majd pontosabb módszert keresett: filmes fényképezőgép segítségével száznál több meteornyomot örökített meg. Hazánkban elsőként alkalmazta a meteor mozgásának kiszámítását lehetővé tevő forgószektort, sőt tovább is fejlesztette: tapasztalatai alapján ő írta meg Az észlelő amatőrcsillagász kézikönyve első kiadásának Fotografikus meteorészlelés c. fejezetét.
A digitális technika ezen a területen is új, nagyobb lehetőségeket biztosított. 2007 decemberében a Geminidák meteorraj maximumának idején halszemobjektívvel készített felvételekből egy kompozíciót állított össze. A 123 rajtagot tartalmazó képet a NASA "A nap csillagászati képe" (Astronomy Picture of the Day) sorozatba is beválasztotta, melynek kapcsán számos folyóiratban és könyvben is megjelent.
Jelenleg Berkó Ernő üzemelteti a magyar videometeoros hálózat 2010-ben hét állomásának egyikét: a hálózat a szimultán meteorok segítségével távlatilag lehetőséget biztosít arra is, hogy a felszínt elérő meteorit darabjait könnyebb legyen megtalálni.

#### Asztrofotográfia
A fentebb említett három szakterületen kívül Berkó Ernő minden olyan témában használta fényképezőgépét, ahol érdekes és szép eseményt kellett megörökíteni. Így kiváló felvételeket készített a Holdról, üstökösökről, a 2003 novemberében Magyarországon látszó északi fényről, világító felhőkről és más légköroptikai jelenségekről, továbbá a helyi fényszennyezés hatását is dokumentálta. Fényképei sok Internetes honlapon jelen vannak, többször szerepelt az MCSE folyóiratának címlapján, továbbá honlapján nem egyszer nyerte el a "Hét csillagászati képe" címet.    

### Közösségi élet
Berkó Ernő az általános csillagászati ismeretterjesztés mellett a Meteor mély-ég rovatát 1999-től, kettőscsillag rovatát 2004-től 2005 áprilisáig vezette, az utóbbit Vaskúti György amatőrcsillagásszal közösen. Rovatvezetőként az észlelőkkel történő folyamatos kapcsolat tartásra, segítésükre nagy súlyt helyezett.

## Publikációk
Berkó Ernő megfigyelései az utóbbi évtizedek magyar amatőrcsillagász kiadványaiban (Albireo, Amatőrcsillagászati Courier, Atmoszféra, Binary, Draco, Meteor) rendszeresen megjelentek. Emellett néhány szép csillagászati felvételét közölte az Élet és tudomány is.
Kettőscsillag méréseit az angol The Webb Deep-Sky Society Double Star Section körlevelei közlik 2002 óta.
Ezen túl az amerikai dél-alabamai egyetem Journal of Double Star Observations c. honlapján negyedévenként megjelenő nemzetközi beszámolók között mind mennyiségileg, mind minőségileg rangos helyet foglalnak el Berkó Ernő kettőscsillag mérései 2007 óta.
Az utóbbi két kiadványban megjelenő méréseket az Egyesült Államok Tengerészeti Obszervatóriuma (USNO) indexeli a Washington Double Star Catalog (WDS) nevű kettőscsillag katalógusban. Berkó Ernő névkódja BKO; a katalógus 2019. december 16-án 1078 rendszer 1328 párját tartalmazta, melyeket ő mért elsőként.

## Elismerések
- A Magyar Csillagászati Egyesület kiemelkedő megfigyelői és szerkesztői tevékenységéért 2004-ben oklevéllel tüntette ki.
- Az IAU a magyar felfedezők javaslatára a 2002 BO ideiglenes jelölésű kisbolygónak a 95179 Berko nevet adta 2007-ben.[11]

## Galéria

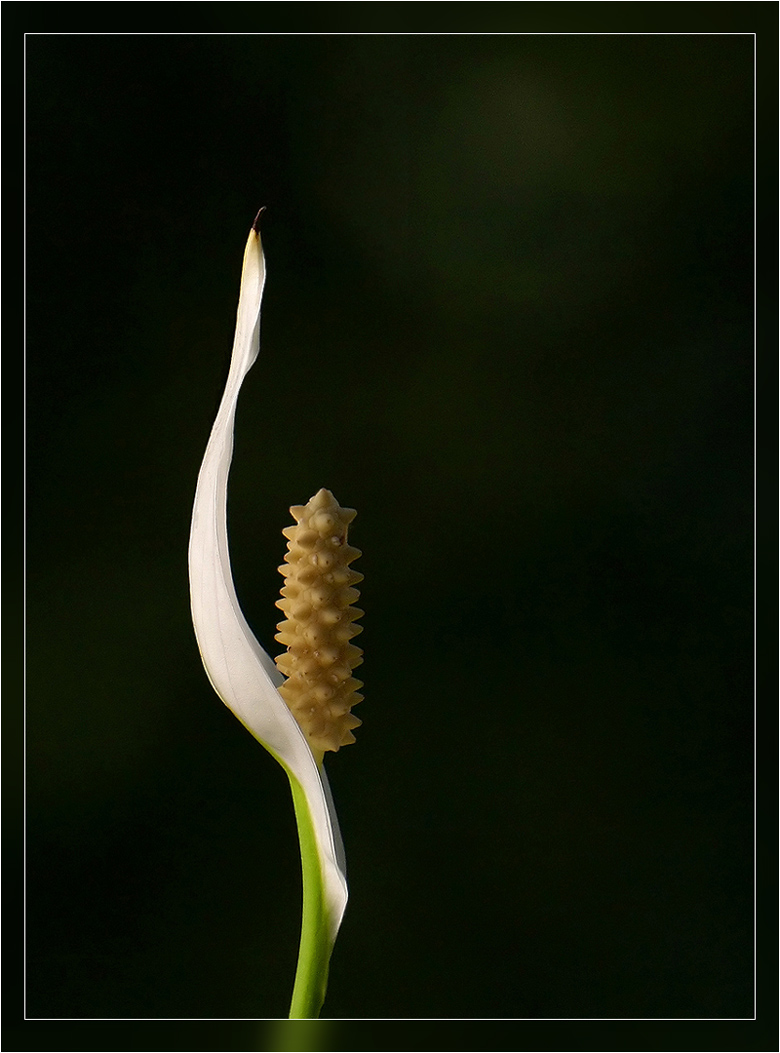
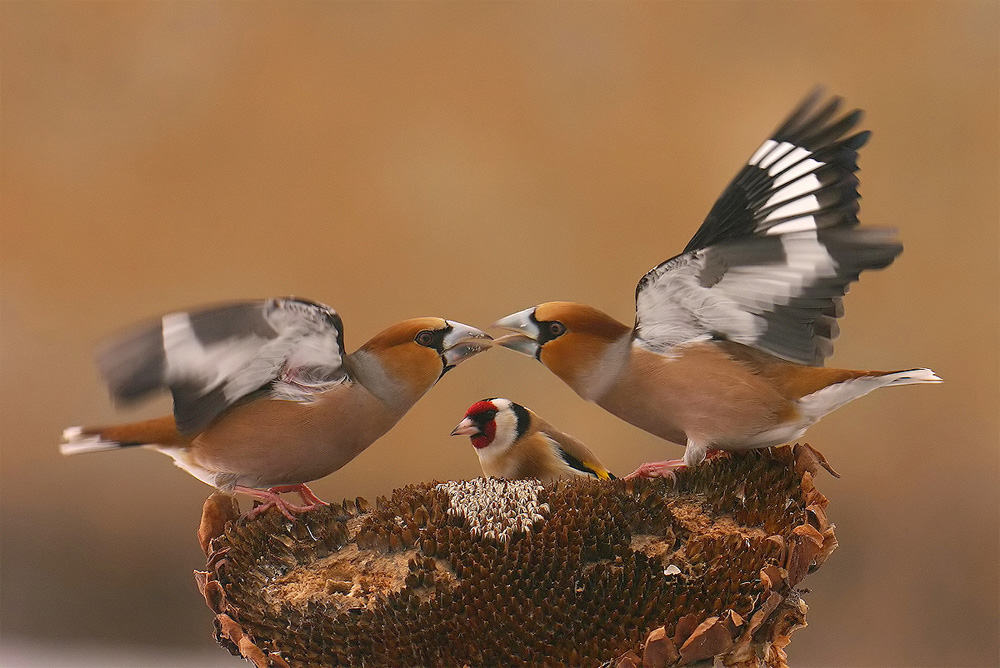

## Külső hivatkozások
- Perseida tűzgömb 2010. augusztus 9-én.
- A Magyar Nemzet internetes kiadása[halott link]
- Berkó Ernő néhány Hold-, mélyég- és bolygófelvétele CCD kamerával
- Berkó Ernő fényképei (csillagászati és egyéb) Archiválva 2010. december 18-i dátummal a Wayback Machine-ben